# Georges Joseph Dufour
Georges Joseph Dufour, en España también llamado Jorge José Dufour, (Saint-Seine-l'Abbaye, Borgoña, 15 de marzo de 1758 - Burdeos, 10 de marzo de 1820) fue un general francés de la Revolución y el Imperio que ejerció de gobernador de Navarra durante la ocupación napoleónica de España.

## Biografía

### De soldado a general de división
Georges Joseph Dufour nació el 15 mars 1758 en Saint-Seine-l'Abbaye (actual departamento de Côte-d'Or) y fue bautizado el mismo día. Era hijo del médico borgoñón, Claude Bernard Dufour, y de su esposa, Anne Catherine Fischer.
Se unió voluntariamente al regimiento de Nivernais y lo abandonó en los primeros días de la Revolución al frente de un batallón de Charente. Presente en Verdún en 1792, cuando los prusianos capturaron el lugar, estuvo entre los oficiales que se negaron a firmar la capitulación. Luego cooperó en la captura de Namur, fue herido durante la batalla de Neerwinden en 1793 y luchó en la guerra de Vendée como general de brigada, nombrado el 27 de abril de 1794.
El mismo año se distinguió en la defensa del puente de Huningue y en las acciones realizadas por el ala derecha del ejército. Nombrado general de división el 13 de junio de 1795, Dufour fue herido el 24 de septiembre de 1795 en la batalla de Handschuhsheim, que perdió contra los austriacos de Quasdanovich Después de cruzar el Rin cerca de Estrasburgo en 1798, fue él quien vino a Basilea para felicitar al general Napoleón Bonaparte que se dirigía a Rastadt. En 1799, abrió la campaña bajo las órdenes del general Bernadotte y se arrojó en la fortaleza de Maguncia, amenazada por el archiduque Carlos. En el ejército de Holanda, ayudó a repeler a los ingleses y a los rusos.

### Trayectoria política (1798-1820)

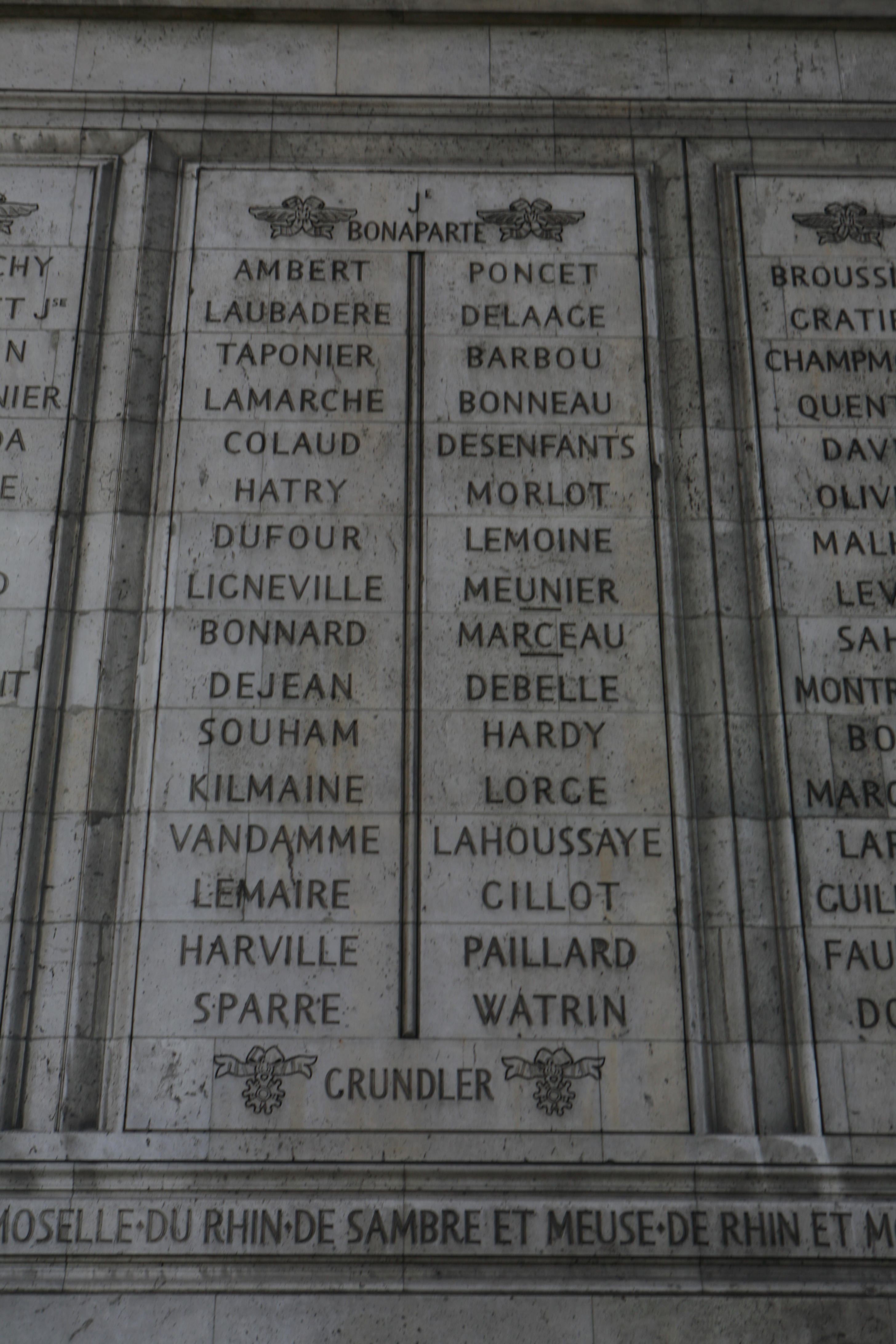
Nombres grabados bajo el arco triunfal de la Estrella : Pilar norte, 5 y 6 columnas.

Incorporado al partido democrático del Consejo de los Quinientos, el general Dufour fue incluido en la lista de candidatos destinados a sustituir a los directores Merlin de Douai, la Révellière-Lépeaux y Treilhard, derrocados el 18 de junio. A partir del 8 de noviembre, sólo se empleó en asuntos del interior. Estuvo al mando en Nantes en 1809, cuando Napoleón dejó de emplearlo. El republicano Dufour se mostró a menudo hostil al gobierno imperial.

#### Gobernador de Navarra
En febrero de 1810 llega a Pamplona como gobernador de Navarra. El 8 de febrero de ese año Napoleón emitió un decreto mediante el cual los territorios al norte del Ebro (Cataluña, Aragón, Navarra, Vizcaya y Guipúzcoa) tendrían unos gobernadores independientes respecto a Madrid.
Creará una policía para Navarra con un superintendente al frente dependiendo del gobernador, estableció un Consejo de Gobierno formado por 15 miembros, reformó la administración local creando nuevas juntas municipales y, como consecuencia de todo esto, eliminó las instituciones forales (Diputación, Consejo Real, Corte Mayor y Cámara de Comptos).
Durante su breve mandato, y ante la presión que estaba ejerciendo el Corso Terrestre de Navarra, es capturado en Labiano, el 29 de marzo de 1810, el guerrillero Javier Mina.
Para finales de julio fue sustituido en el cargo por el conde de Reille y destinado a Sevilla «bajo el mando del mariscal Soult, duque de Dalmacia.»
Retirado a Burdeos, ofreció sus servicios a Napoleón a su regreso de la isla de Elba. Es el representante del departamento de la Gironda en la Cámara de los Cien Días y aparece en la ceremonia del Campo de Mayo como comandante de la guardia nacional de este departamento. Tras el segundo retorno de los Borbones, el general Dufour fue arrestado, llevado a la prisión de la Abadía y detenido hasta finales de 1816 o principios de 1817.
Murió el 10 de marzo de 1820 en Burdeos.